# Ростислав Володимирович
Ростислав Володимирович (у хрещенні Михайло; бл.1038 — 3 лютого 1067) — князь з династії Рюриковичів, син новгородського князя Володимира Ярославича та, імовірно, Оди Штаденської, дочки графа Леопольда. Найстарший онук Ярослава Мудрого, князь володимирський (1057 ибо 1060—1064), князь тмутороканський (1064—1067). Засновник Першої Галицької династії князів Ростиславичів. Будучи старшим сином новгородського князя-намісника Володимира, після його смерті ще при житті діда Ростислава Володимировича той набув статусу князя-ізгоя.

## Хто такікнязі-ізгої
Великий київський князь Ярослав Мудрий запровадив зміни у практиці успадкування, згідно з якими син князя, який помер при житті його батька, втрачав право на успадкування престолу, тобто ставав ізгоєм. Можливо, у такий спосіб Ярослав Мудрий прагнув закріпити київський престол за своїми прямими спадкоємцями, виключивши, перш за все, полоцьких князів. Але першим відбилося це правило на найстаршому з його онуків.
Батько Ростислава помер у 1052 році, тобто ще при житті Ярослава Мудрого, а отже молодий князь втратив право на успадкування новгородського престолу. І хоча, за літописами, Ростислав Володимирович до 1064 р. був князем-ізгоєм, В.Татищев наголошує, що не успадкувавши Новгород, він отримав взамін того ж 1052 року Суздаль. Проте вже у 1060 році князя перевели звідти у Володимир, з якого він, під загрозою втрати i цього престолу, і втік у Тмутаракань.
Виходячи вже з попередньої практики, засвідченої часами Володимира Святославича, Ярослав не міг навіть на короткий час надати старший новгородський стіл онукові: його мав отримати (i отримав) Ізяслав Ярославич. З іншого боку, вже у 1057 р. по смерті В'ячеслава Ярославича i у 1060 році по смерті Ігоря Ярославича їх потомство було усунене від успадкування. Тому малоймовірно, що застосовуючи це правило до синів молодших братів, Ярославичі не застосували би його до Ростислава Володимировича, який був старшим по  родовому рахунку за їхніх дітей i, природно, завадив би їм претендувати на київський престол.

## Життєпис
Старший син князя Володимира Ярославича народився у 1038 році. Деякі дослідники вважають, що після Ростову та Суздалі, Ростислав Володимирович згодом князював у Володимирі на Волині. Зокрема, про це слідом за В. М. Татищевим стверджував С. М. Соловйов
Виглядає ймовірним припущення Михайла Грушевського, згідно з яким Ростислав був вигнаний дядьками з «Червенських градів» (Перемишльска, Теребовльска і Звенигородська волості). Адже цей старший онук Ярослава під час передсмертної хвороби діда був уже дорослим, і той повинен був дати йому якусь волость, що могло статися між 1052 і 1054 рр.
Історик виходив з того, що за рішенням Любецького з'їзду князів 1097 р Перемишль і Теребовль були закріплені відповідно за Володарем і Василько Ростиславичами як дарування Всеволода Ярославича. Оскільки на цьому з'їзді був визнаний отчинний принцип володіння землями, найприродніше вважати, що Ростиславичі домагалися в Любечі закріплення за ними отчини та отримали саме її.
Однак у Татіщева були підстави вважати, що разом з Червоною Руссю Ростислав отримав також і Володимирський престол. Про це, зокрема, свідчить посилання В Воронцовському списку другої редакції «Історії Російської» — на той факт, що в одному з літописних списків Ростислав також названий князем Володимирським: «Косогов ж, з яких Ростислав Владимерская данину брав, на кордонах грецьких і володимирських бути стверджує, яко і вище, воно покладено з ясамі разом». Йдеться про т.з. «Розкольницький манускрипт», який і містив згадування про володіння Ростиславом Волинню. Останній, згідно з численними дослідженнями істориків, має риси загального походження з південноруським Хлєбніковським списком Іпатіївського літопису. Цілий ряд повідомлень Повісті минулих літ про долю Ростислава Володимировича і, перш за все, про Тмутороканський період його правління (що пов'язується, звичайно ж, з ім'ям Никона), цілком можливо, є частиною циклу сімейних переказів галицьких Ростиславичів, який лише частково увійшов до складу Київського літопису, що закінчується 1199 роком.

### Князь володимирський (1057-60)
Додаткові аргументи на користь волинського князівства Ростислава можна знайти в шлюбній політиці володимирських Рюриковичів. Так, Ростислав Володимирович одружився з Ланкою (Ілоною), донькою угорського герцога Бели (пізніше короля Бели I). М. А. Баумгартен датує цей шлюб 1064 р., з чим ніяк не можна погодитися, оскільки до 1066 р. у Ростислава вже було троє дітей. Таким чином, цей шлюб може бути датований 1057—1061 рр., коли князь міг активно прибирати до рук волинські володіння Ігоря Ярославича.
Цікаво, що всі чотири шлюби між Рюриковичами і Арпадами в XI — на початку XII вв. були тісно пов'язані саме з волинськими володіннями руської династії. Так, дочка угорського короля Ласло I Святого стала дружиною волинського князя Ярослава Святополковича, а принц Кальман Книжник в 1112 р. одружився з дочкою Володимира Мономаха, який після смерті Давида Ігоревича почав активну експансію в землі Волині. У свою чергу вже син Кальмана, угорський князь Алмош, одружився з дочкою князя Волині Святополка Ізяславича — Предславою Київською.
Таким чином, є усі підстави й угорський шлюб Ростислава Володимировича пов'язати з тим часом, коли він у 1057(1060?) — 1064 рр. сидів у Володимирі на Волині. Можливо, молодий князь був запрошений на коронацію Бели I у 1060 р. (де і познайомився з угорською принцесою Ланкою) або навіть допоміг з княжою дружиною тому посісти угорський престол.

### Князь тмутороканський (1064—67)
У 1064 році разом з новгородськими боярами Вишатою та Пореєм прибув на Тмутаракань і вигнав звідти свого двоюрідного брата Гліба Святославича, виславши його до батька.
|  | В лето 6572. Бежа Ростислав Тмутороканю, сын Володимерь, внук Ярославль, и с ним бежа Порей и Вышата, сын Остромирь, воеводы Новгородьского. И, пришед, выгна Глеба из Тмуторокана, а сам седе в него место — Повість временних літ |

До слова «бежа» Никонівський, Тверський і деякі інші літописи додають: «з Новгорода», але навряд чи, як вже було зазначено, тріумвірат синів Ярослава Мудрого віддав би своєму племіннику цю вкрай важливу з точки зору консолідації держави землю, випустивши її зі своїх рук.
М. С. Грушевський висловлює цілком ймовірну здогадку, що уточнення щодо Новгорода з'явилося в пізніших літописах лише завдяки тому, що разом з Ростиславом в Тмуторокань вирушив Вишата, син новгородського посадника Остромира. «Втім, Вишата міг бути боярином Володимира і поза Новгорода», наголошує він. До того ж, Порей був київським воєводою, а Вишата ще 1043 року ходив з Володимиром Ярославичем на греків.
Так чи інакше, але у Києві не могли примиритися з тим, що один з ізгоїв силою оволодів княжим престолом. Вже у 1065 році Святослав Ярославич пішов з дружиною на Ростислава. Але той не став піднімати руку на дядька. Коли чернігівська рать прибула на Тамань, князь, не приймаючи бою, відступив у кубанські степи. Втім, після того, як полки Святослава покинули місто, молодий князь знову повернувся в Тмуторокань та зумів там закріпитися.

### Отруєння князя візантійцями (1067)
Греки в цей самий час докладали неабияких зусиль, щоб підкорити східний Крим і Тамань. Їх тут особливо цікавила таманська нафта, яка використовувалася для виготовлення ефективної зброї — відомого «Грецького вогню».
У 1066 році вони підіслали з Корсуні (Херсонеса) до князя намісника — котопана, якого Ростислав прийняв щиро, як посла. Один раз, коли вони вдвох бенкетували, котопан, взявши чашу, сказав: «Княже! Хочу пити за твоє здоров'я». Той відповів: «Пий».
Надпивши половину, котопан подав чашу князеві, але доторкнувся до її краю й випустив отруту, сховану під нігтем. Після бенкету він вирушив назад до Херсонеса і оголосив, що в такий-то день Ростислав помре. Так і трапилося. Місце Ростислава на престолі у Тмуторокані знову зайняв князь Гліб.
Однако прихильників Ростислава у Корсуні це ніяким чином не налякало: вибухнув бунт місцевого плебсу. Котопан був побитий камінням, а фема Клімата (Херсонес) на кілька років була відірвана від Візантії. Цим повідомленням можна довіряти, оскільки літописець Никон у 1061—1074 рр. був ігуменом одного з таманських монастирів.
Поховано Ростислава у тмутороканській церкві Пресвятої Богородиці, побудованій ще Мстиславом Хоробрим.

### Невідома повість монаха Никона
Весь комплекс відомостей про Тмутороканське правління Ростислава ще з часу А. А. Шахматова пов'язують з Никоном. Його опозиційність до Ізяслава Ярославича, неодноразове перебування в Тмуторокані, безпосередня його зв'язок з таким центром літописання, як Печерський монастир, навряд чи залишають нам привід для сумнівів.
Никон знаходився в Тмуторокані в 60-ті рр. XI ст., Зустрічався безпосередньо з самим Ростиславом Володимировичем, його воєводою Вишатою, свідоцтва яких, а також безпосередні спостереження самого ченця стали джерелом всього комплексу Тмутороканський повідомлень зводу 1073 р. За спостереженнями Д. С. Лихачова, саме в 1064 р в рік втечі Ростислава і Вишати в Тмуторокань, перериваються новгородські повідомлення в складі ПВЛ.
З іншого боку, комплекс повідомлень про Ростислава Володимировича у складі Повісті временних літ, за думкою дослідників, не здається повним. Літописний панегірик Ростиславу, створений Никоном, ніяк не підходить до образу князя-ізгоя, який тільки тим і прославився на Русі, що втік з невідомих причин з-під руки Ізяслава в далеке південне місто, вигнавши звідти сина чернігівського князя; простого душею, надто довірливого політика, що не розпізнав хитрощів візантійського дипломата, за що і поплатився власним життям. Образ Ростислава в літописі як би протиставляється Святославу Ігоровичу та Ользі, які вдало боролися з хитрощами «греків».
А. Г. Плахонін припускає, що при складанні Початкового зводу матеріали Никона про Ростислава Володимировича, можливо, не були використані повною мірою. Адже з розповідей Вишати Никон міг дізнатися про подробиці правління Ростислава в Ростово-Суздальській землі. Як продовження критики Ізяслава Ярославича, звучить історія про утримання сім'ї Ростислава у Києві. Дослідник вважає також цілком ймовірним створення (при активній участі Никона) цілісної повісті про долю цього князя-воїна, який перехитрив старших Ярославичів, непопулярних в Печерському монастирі, налякав своїми військовими талантами підступних греків. Частина цієї повісті була використана Никоном при складанні ним зводу 1073 року, проте була відредагована вже в Початковому зводі 1093 р. Деякі з цих додаткових відомостей про Ростислава дійшли до нас у складі Тверського літописного збірника, який у частині до 1074 р містить літописні статті зі зводів другої половини XI ст.
Також, на думку А. А. Шахматова, на замовлення теребовльского або перемишльського князів Василь, автор «Повісті про осліплення Василька Теребовльского», на основі Повісті временних літ міг створити окремий літописний список, до складу якого він міг включити не тільки «Повість про осліплення…», а й інші свідоцтва місцевого походження, серед яких одну з головних ролей повинна була грати розповідь про батька Василька Ростиславича.
Паралельно зі створенням цієї розповіді, в дружинному середовищі могла виникнути і усна повість про цього князя, вважають дослідники. Вона була б тоді поширена не тільки в Тмуторокані, де в 1081 р. вокняжился син Ростислава Володар, але і в майбутній Галицькій Русі, де нащадки Ростислава Володимировича правили до кінця XII ст.
Створення героїчної повісті про князя-родоначальника галицьких Ростиславичів виглядає абсолютно логічним. Хоча за спостереженнями М. Ф. Котляра, Галицько-Волинська Русь в XI ст. і не знала власного літописання, все-таки тут створюються історико-літературні повісті, присвячені діяльності місцевих князів.
Такі повісті про Ярослава Осмомисла і Володимирка Галицького увійшли до складу Київського літопису за часів Полікарпа (60-ті рр. XII ст.) і Рюрика Ростиславича (1189—1190). І якщо «Повість про осліплення Василька Теребовльского» була включена до складу Повісті временних літ, повісті про Ярослава і Володимирка збереглися у складі Київського літопису, а про Романа Мстиславича та його нащадків — у складі т.з. Галицько-Волинського літопису, то можна припустити, що повість про засновника династії Ростиславичів могла зберегтися в складі якоїсь невідомої редакції давньоруського літописного зводу, який і послужив джерелом для В. М. Татіщева.

## Результати правління
Один з літописів каже про князя: був Ростислав муж добрий на рать, зростом гарний і красний лицем, ласкавий до убогих
За часів правління Ростислава Володимировича Тмутараканське князівство досягає апогею свого розвитку. Він ходив на сусідів, брав з них данину, завдаючи клопоту й руським князям, і грекам. Князем були також підкорені касоги, а згодом і племена всього Західного Кавказу. Саме велика сила Ростислава як володаря і стала невдовзі причиною змови візантійців, які боялись посилення його влади у Кліматах.

## Родина
Дружина — Ланка (Ілона) Арпад, донька угорського герцога короля Бели І. Після загибелі чоловіка отримала дозвіл великого князя Ізяслава Ярославича виїхати в Угорщину. Синами Ростислава Володимировича були:
- Рюрик Ростиславич  (?—1092) — князь перемиський (1084—1092)
- Володар Ростиславич  (? — 19 березня 1124) — князь звенигородський (1086—1092) і перемишльський (1092—1124)
- Василько Ростиславич (? — 28 лютого 1124) — князь теребовельський (1086—1024)

Саме шлюбний союз князя Ростислава з донькою майбутнього угорського короля допоміг їх синам пізніше утриматися в Галицькій землі.
Дружина Ростислава Володимировича була ще живою у 1099 р., коли перебувала разом з сином Володарем в обложеному Перемишлі, та зіграла свою роль у перемозі синів під час Битви над Вягром.